# Sor Verónica (fundadora de Iesu Communio)
María José Berzosa Martínez, más conocida como Sor Verónica (Aranda de Duero, Burgos, 27 de agosto de 1965) es una religiosa católica española, fundadora del instituto religioso contemplativo Iesu Communio.

## Biografía
Tras abandonar la carrera de medicina, ingresó en 1984 en el Monasterio de la Ascensión de Nuestro Señor de Lerma y diez años después fue nombrada maestra de novicias, dada su contribución al notable aumento de vocaciones de jóvenes que deseaban entrar en el convento.
Fue nombrada en 2009 abadesa de las clarisas del monasterio autónomo de la Ascensión de Nuestro Señor de Lerma. Posteriormente, fue autorizada a desdoblar el cenobio en dos sedes, estableciéndose también en un convento de La Aguilera (Burgos).
El 8 de diciembre de 2010 se creó el instituto religioso de Derecho pontificio Iesu Communio, mediante transformación del monasterio autónomo de la Ascensión de Lerma y se reconoció a sor Verónica como fundadora y superiora general. Desde 2015 Iesu Communio tiene como casa madre el convento de La Aguilera, tras haber abandonado sus últimas ocupantes el monasterio de la Ascensión de Nuestro Señor de Lerma.
Sor Verónica es hermana del obispo Raúl Berzosa.